# Heyuan (köpinghuvudort i Kina, Jiangxi Sheng, lat 28,00, long 116,95)
Heyuan är en köpinghuvudort i Kina. Den ligger i provinsen Jiangxi, i den sydöstra delen av landet, omkring 130 kilometer sydost om provinshuvudstaden Nanchang. Antalet invånare är 15 282. Befolkningen består av 7 458 kvinnor och 7 824 män. Barn under 15 år utgör 21,0 %, vuxna 15-64 år 72 %, och äldre över 65 år 6,0 %.
Runt Heyuan är det ganska tätbefolkat, med 108 invånare per kvadratkilometer. Närmaste större samhälle är Duiqiaoxiang, 8,2 km nordväst om Heyuan. I omgivningarna runt Heyuan växer i huvudsak blandskog.
Genomsnittlig årsnederbörd är 2 687 millimeter. Den regnigaste månaden är juni, med i genomsnitt 448 mm nederbörd, och den torraste är oktober, med 31 mm nederbörd.